# Canton de Grenoble-3
Pour les articles homonymes, voir Canton de Grenoble.
Le canton de Grenoble-3 est une circonscription électorale française située dans le département de l'Isère et la région Auvergne-Rhône-Alpes.

## Histoire
Le canton de Grenoble-III a été créée par le décret du 2 août 1973 à la suite du démantèlement des anciens cantons de Grenoble-Est, Grenoble-Nord et Grenoble-Sud.
Il a été modifié par le décret du 24 janvier 1985 créant le canton de Grenoble-6.
Un nouveau découpage territorial de l'Isère entre en vigueur à l'occasion des élections départementales de 2015. Il est défini par le décret du 18 février 2014, en application des lois du 17 mai 2013 (loi organique 2013-402 et loi 2013-403). Les conseillers départementaux sont, à compter de ces élections, élus au scrutin majoritaire binominal mixte. Les électeurs de chaque canton élisent au Conseil départemental, nouvelle appellation du Conseil général, deux membres de sexe différent, qui se présentent en binôme de candidats. Les conseillers départementaux sont élus pour 6 ans au scrutin binominal majoritaire à deux tours, l'accès au second tour nécessitant 12,5 % des inscrits au 1er tour. En outre la totalité des conseillers départementaux est renouvelée. Ce nouveau mode de scrutin nécessite un redécoupage des cantons dont le nombre est divisé par deux avec arrondi à l'unité impaire supérieure si ce nombre n'est pas entier impair, assorti de conditions de seuils minimaux. Dans l'Isère, le nombre de cantons passe ainsi de 58 à 29. Le canton de Grenoble-3 est modifié par ce décret.

## Géographie
Ce canton est organisé autour de Grenoble dans l'arrondissement de Grenoble. Son altitude varie de 204 m (Grenoble) à 600 m (Grenoble) pour une altitude moyenne de 212 m.

## Représentation

### Représentation avant 2015
| Période | Période          | Identité      | Étiquette   | Qualité                                                                           |
| ------- | ---------------- | ------------- | ----------- | --------------------------------------------------------------------------------- |
| 1973    | 1979             | Jean Verlhac  | PSU puis PS | professeur d’histoire puis universitaire Adjoint au maire de Grenoble (1965-1983) |
| 1979    | 1985             | Denise Belot  | PS          | Adjointe au maire de Grenoble                                                     |
| 1985    | 1995 (démission) | Michel Destot | PS          | Ingénieur Député (1988-2017) Maire de Grenoble (1995-2014)                        |
| 1995    | 2015             | Denis Pinot   | PS          | Artisan à Grenoble                                                                |

### Représentation après 2015
| Période élective | Période élective | Mandat | Mandat   | Identité           | Nuance | Nuance | Qualité                                                                               |
| ---------------- | ---------------- | ------ | -------- | ------------------ | ------ | ------ | ------------------------------------------------------------------------------------- |
| 2015             | 2021             | 2015   | 2021     | Olivier Bertrand   |        | EELV   | Conseiller municipal de Grenoble Ancien conseiller général du Canton de Grenoble-1    |
| 2015             | 2021             | 2015   | 2021     | Véronique Vermorel |        | DVG    | Formatrice Présidente du groupe "Rassemblement des citoyens - Solidarité et Ecologie" |
| 2021             | 2028             | 2021   | en cours | Simon Billouet     |        | LFI    | Professeur de mathématiques                                                           |
| 2021             | 2028             | 2021   | en cours | Pauline Couvent    |        | EELV   | Ingénieure en logistique                                                              |

### Résultats détaillés

#### Élections de mars 2015
À l'issue du 1er tour des élections départementales de 2015, deux binômes sont en ballottage : Olivier Bertrand et Véronique Vermorel (DVG, 28,47 %) et Pierre Arnaud et Laure Masson (Union de la Gauche, 23,47 %). Le taux de participation est de 45,18 % (11 635 votants sur 25 752 inscrits) contre 49,24 % au niveau départemental et 50,17 % au niveau national.
Au second tour, Olivier Bertrand et Véronique Vermorel (DVG) sont élus avec 55,82 % des suffrages exprimés et un taux de participation de 39,07 % (4 551 voix pour 10 061 votants et 25 752 inscrits).
Olivier Bertrand et Véronique Vermorel sont membres du groupe "Rassemblement des citoyens - Solidarité et écologie" (V.Vermorel est la présidente du groupe).

#### Élections de juin 2021
Le premier tour des élections départementales de 2021 est marqué par un très faible taux de participation (33,26 % au niveau national). Dans le canton de Grenoble-3, ce taux de participation est de 29,39 % (7 636 votants sur 25 981 inscrits) contre 31,88 % au niveau départemental. À l'issue de ce premier tour, deux binômes sont en ballottage : Simon Billouet et Pauline Couvent (Union à gauche avec des écologistes, 54,73 %) et Sandra Hamedi et Adam Thiriet (Union au centre, 25,81 %).
Le second tour des élections est marqué une nouvelle fois par une abstention massive équivalente au premier tour. Les taux de participation sont de 34,36 % au niveau national, 32,23 % dans le département et 30,33 % dans le canton de Grenoble-3. Simon Billouet et Pauline Couvent (Union à gauche avec des écologistes) sont élus avec 63,17 % des suffrages exprimés (4 698 voix pour 7 883 votants et 25 987 inscrits),,. 

## Composition

### Composition de 1973 à 1985
Lors de sa création en 1973, le canton de Grenoble-III comprenait la portion du territoire de Grenoble déterminée par l'axe des voies ci-après :
- au Nord, boulevard du Maréchal-Foch, rue Léo-Lagrange, l'ancienne voie ferrée Grenoble—Chambéry (jusqu'à son intersection avec l'avenue Jean-Perrot) ;
- à l'Est, avenue Jean-Perrot, place Jean-Racine, limite de la commune d'Eybens ;
- au Sud, par les limites des communes d'Eybens et d'Échirolles (jusqu'au cours de la Libération) ;
- à l'Ouest, par l'axe du cours de la Libération (jusqu'à son intersection avec le boulevard du Maréchal-Foch).

### Composition de 1985 à 2015
À la suite de la recomposition de 1985, il devient la portion du territoire de la commune de Grenoble délimitée par l'axe des voies ci-après : boulevard du Maréchal-Foch (entre le cours Jean-Jaurès et la rue du Commandant-de-Reynies), rue du Commandant-de-Reynies, rue Léo-Lagrange, piste cyclable (de l'extrémité de la rue Léo-Lagrange jusqu'à l'avenue Jean-Perrot), avenue Jean-Perrot, place Jean-Racine, par les limites territoriales des communes d'Eybens et d'Échirolles jusqu'à l'avenue du Général-de-Gaulle, par l'axe de l'avenue du Général-de-Gaulle jusqu'à l'angle Sud-Ouest de la bourse du travail, par une ligne imaginaire qui joint l'avenue du Général-de-Gaulle à l'avenue La Bruyère en longeant le côté Ouest de la bourse du travail et de l'école d'architecture, le côté Nord-Ouest de la piscine et du lac et rejoignant l'avenue La Bruyère à travers le parc central (entre le C.E.S. et l'école des Buttes), puis par l'axe des voies ci-après : avenue La Bruyère, avenue Marie-Reynoard, rue Alfred-de-Musset, rue de Stalingrad, avenue Léon-Blum, rue René-Lesage (jusqu'à la rue Alphonse-Daudet), rue Alphonse-Daudet, rue Jean-Perrin, par une ligne droite joignant l'intersection de la rue Jean-Perrin et de la rue du Général-Mangin à l'intersection du cours de la Libération et du chemin Meney, et par l'axe des voies ci-après : cours de la Libération (entre le chemin Meney et le chemin du Couvent), chemin du Couvent, rue André-Rivoire, rue Joseph-Bouchayer, rue des Eaux-Claires, rue Charles-Péguy, cours de la Libération jusqu'au boulevard du Maréchal-Foch.

### Composition depuis 2015
| Nom                              | Code Insee | Intercommunalité         | Superficie (km2) | Population (dernière pop. légale)                 | Densité (hab./km2) | Modifier                                    |
| -------------------------------- | ---------- | ------------------------ | ---------------- | ------------------------------------------------- | ------------------ | ------------------------------------------- |
| Grenoble (bureau centralisateur) | 38185      | Grenoble-Alpes Métropole | 18,13            | Fraction : 48 295 (2022) Commune : 156 389 (2022) | 8 626              | modifier les données · modifier les données |
| Canton de Grenoble-3             | 3811       |                          |                  | 48 295 (2022)                                     |                    | modifier les données                        |

Le canton de Grenoble-3 est désormais composé de la partie de la commune de Grenoble située au sud de l'Isère à l'intérieur d'un périmètre défini par l'axe des voies et limites suivantes : depuis la limite territoriale de la commune de La Tronche, pont du Sablon, rue Saint-Ferjus, avenue Saint-Roch, rue Auguste-Prudhomme, rue Joseph-Chanrion, rue de l'Alma, rue de l'Abbé-de-la-Salle, rue Condillac, place Vaucanson, place du Docteur-Léon-Martin, cours Lafontaine, boulevard Gambetta, place Gustave-Rivet, boulevard du Maréchal-Foch, rue de Stalingrad, rue des Déportés-du-11-Novembre-1943, rue Paul-Bourget, rue du Docteur-Bordier, rue Marcel-Peretto, avenue Marcellin-Berthelot, rue de l'Arlequin, avenue de la Bruyère, limite du parc Jean-Verlhac, chemin de la Piscine, chemin reliant le chemin de la Piscine à l'avenue de Constantine, avenue de Constantine, rue Maurice-Dodero, avenue de l'Europe, avenue Marie-Reynoard, jusqu'à la limite territoriale de la commune d'Échirolles.

## Démographie

### Démographie avant 2015
| 1975 | 1982 | 1990   | 1999   | 2006   | 2011   | 2012   |
| ---- | ---- | ------ | ------ | ------ | ------ | ------ |
| -    | -    | 22 409 | 21 853 | 21 868 | 23 620 | 23 869 |

### Démographie depuis 2015
En 2022, le canton comptait 48 295 habitants, en évolution de −1,2 % par rapport à 2016 (Isère : +3,07 %, France hors Mayotte : +2,11 %).
| 2013   | 2018   | 2022   |
| ------ | ------ | ------ |
| 47 602 | 48 310 | 48 295 |